# Rudolf Jedlička (lékař)
Rudolf Tomáš Jedlička (20. února 1869 Lysá nad Labem – 26. října 1926 Nový Svět) byl český lékař a mecenáš.
Je zakladatelem samostatné české rentgenologie a radiologie a léčebné rehabilitace. Prosazoval diagnostiku a léčbu pomocí rentgenových paprsků při léčbě nádorů. Několik měsíců po slavném Roentgenově objevu byl prvním lékařem v českých zemích, který využil paprsky v diagnostice před chirurgickým zákrokem. Je proslulý využitím nových operačních technik (pankreagastrostomie, resekce žaludku).
Pracoval jako válečný chirurg na straně Srbů v první balkánské válce a na straně Rakouska-Uherska v první světové válce.

## Život

### Mládí

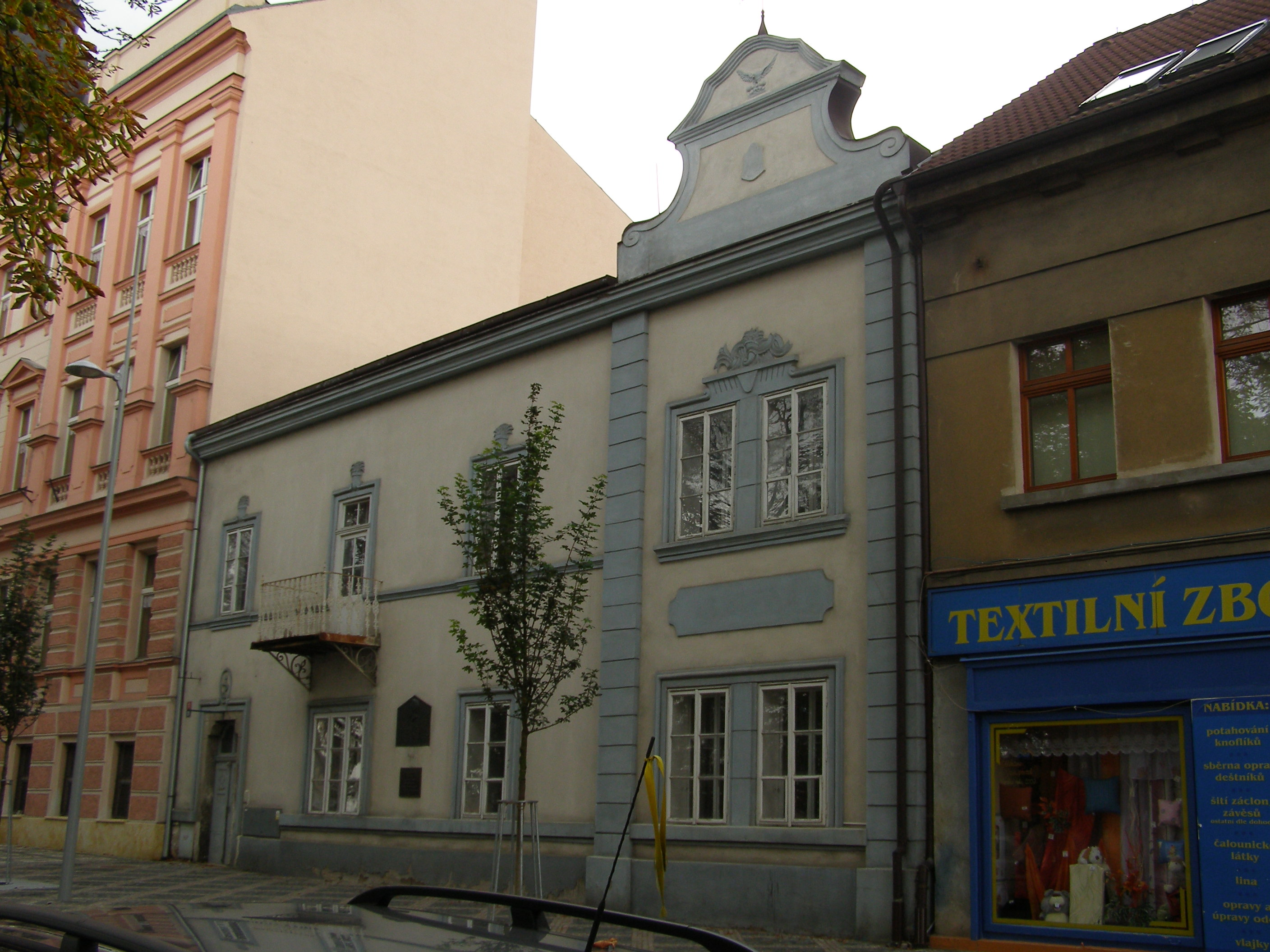
Rodný dům prof. Jedličky v Lysé n. Labem

Rudolf Jedlička se narodil jako nejstarší dítě v lékařské rodině. Lékařem byl už jeho dědeček, který byl povolán do služby v oblasti Mariboru, který tehdy byl součástí habsburské monarchie. Rudolfův otec Michal Jedlička se tak v roce 1843 narodil a vyrostl v této oblasti blízko štýrsko-kraňské hranice. Odtud také pramenil jeho vztah k místním národům, který se později významně projevil i v životě jeho syna Rudolfa. V 60. letech 19. století přijel Michal do Prahy studovat medicínu. Seznámil se zde s dcerou starosty Vyšehradu Eliškou Francovou, se kterou se brzy oženil. Poté získal místo obvodního lékaře v Lysé nad Labem a zároveň se stal rodinným lékařem u kněžny Štěpánky Rohanové.
Již v Lysé, v domě Na staré poště č. 18, se jim narodil syn Rudolf, který zde prožil i prvních 11 let. Pak se rodina přestěhovala do lepšího domu dál od náměstí. Rudolf měl dalších devět sourozenců, dospělosti se však dožili jen čtyři z nich. Dva sourozenci zemřeli v roce 1883 v důsledku epidemie pravých neštovic. Rudolfův otec byl přitom propagátorem očkování proti neštovicím, které v té době bylo již známé, nicméně nebylo většinově přijímané a jeho aplikace mohla při komplikacích vést k postihu lékaře za ublížení na zdraví.
Středoškolská studia zahájil Rudolf na německém gymnáziu na Malé Straně. Na autoritativně vedeném a přísně katolickém gymnáziu se však necítil dobře, a proto přestoupil na české, spíše antiklerikální Akademické gymnázium, kde maturoval v roce 1889. Pokračoval ve studiu na české lékařské fakultě v Praze, kde ho prof. Karel Maydl ve 3. ročníku nadchl pro chirurgii. Promoval v roce 1895.
Stát se lékaři chtěli všichni chlapci v rodině. Kromě Rudolfa se to podařilo ještě jeho nejmladšímu bratrovi Michalovi, bratr Kamil se stal vojenským veterinárním lékařem se specializací na koně a bratr Tomáš lékárníkem.

### Kariéra
Krátce pracoval jako externista na interní klinice prof. Emericha Maixnera, ale ještě v roce 1895 se stal operačním elévem na První chirurgické klinice prof. Maydla v Praze. Počátkem roku 1896 se rozšířily zprávy o objevu Wilhelma Röntgena – paprscích X. Jedlička pochopil obrovskou důležitost tohoto objevu a ještě téhož roku si stihl dohodnout vybudování soukromého rentgenového kabinetu v hotelu U černého koně. Jako první v habsburské monarchii začal provádět skiagrafická vyšetření, a stal se tak zakladatelem české lékařské rentgenologie. V hotelu se rentgen nacházel proto, že jeho majitel Antonín Cífka byl ochoten jej zaplatit. Přístroj se totiž stal magnetem pro hosty, kteří – neznalí nebezpečí rentgenového záření – se mohli bavit prohlížením vlastních kostí. Následujícího roku Jedlička sám objednal Roentgenův přístroj, přičemž si na něj půjčil víc než dvojnásobek svého ročního příjmu. S kolegy vyrobil příslušenství, provozní materiál hradil z vlastních prostředků. Dotaci na přístroj získal přednosta Maydl až v roce 1900. Jako první v Čechách začal Jedlička o několik let později využívat také radiovou sůl poté, co ji dokázala izolovat Marie Curie-Skłodowská. I v tomto případě si ji hradil sám.
Roku 1898 byl Jedlička na klinice jmenován asistentem. V roce 1901 se habilitoval prací o novém způsobu anestezie, při které je malá dávka kokainu vpravena do páteřního kanálu. Téhož roku začal zastupovat nemocného prof. Maydla ve funkci přednosty kliniky. Na jaře 1903 požádal o volné místo primáře v Olomouci, na které mu prof. Maydl napsal vynikající posudek. Z politických důvodů však toto jmenování Jedličkovi nevyšlo a po smrti prof. Maydla se také překvapivě nestal jeho nástupcem v čele kliniky, přednost dostal Otakar Kukula.

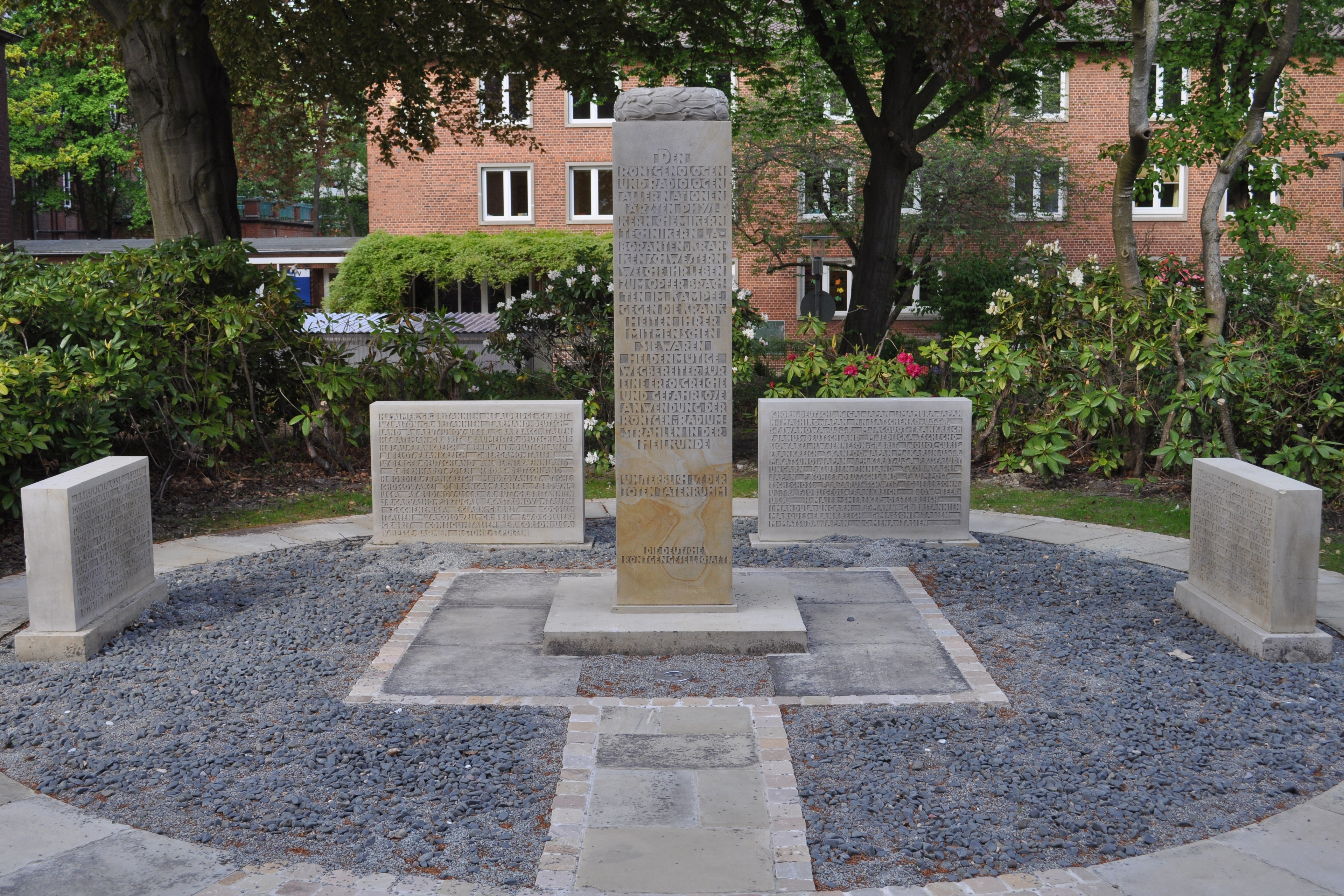
Památník obětem rentgenologie a radiologie v Hamburku

Zklamaný Jedlička neúspěchy těžce nesl a z kliniky odešel. Začal pracovat na univerzitní poliklinice v Příčné ulici a otevřel si i vlastní praxi. Trpěl však tím, že ztratil možnost operovat. Svou zručnost si však udržoval díky kontaktům s bývalými kolegy, kteří ho zvali k operacím do okresních nemocnic.
V této době se u Jedličky začaly projevovat negativní důsledky používání nových metod, jejichž nebezpečnost nebyla v době jejich objevu známa. K nastavení správného stupně záření tak Rudolf Jedlička běžně používal vlastní ruku. Postupně mu byly amputovány články prstů levé ruky, na níž mu zůstal nakonec jen palec a necelý ukazováček. I s tímto handicapem však dokázal pomocí speciální pinzety dál operovat. Jeho jméno je proto uvedeno mezi oběťmi rané doby rentgenologie a radiologie na památníku v Hamburku.
V září 1907 byla docentu Jedličkovi udělena mimořádná profesura. Téhož roku mu však zemřel otec. Dosáhl významného titulu císařského zdravotního rady, a tak byl – též coby zeť vyšehradského měšťana a někdejšího starosty – pohřben na vyšehradském hřbitově.

### Pražské sanatorium

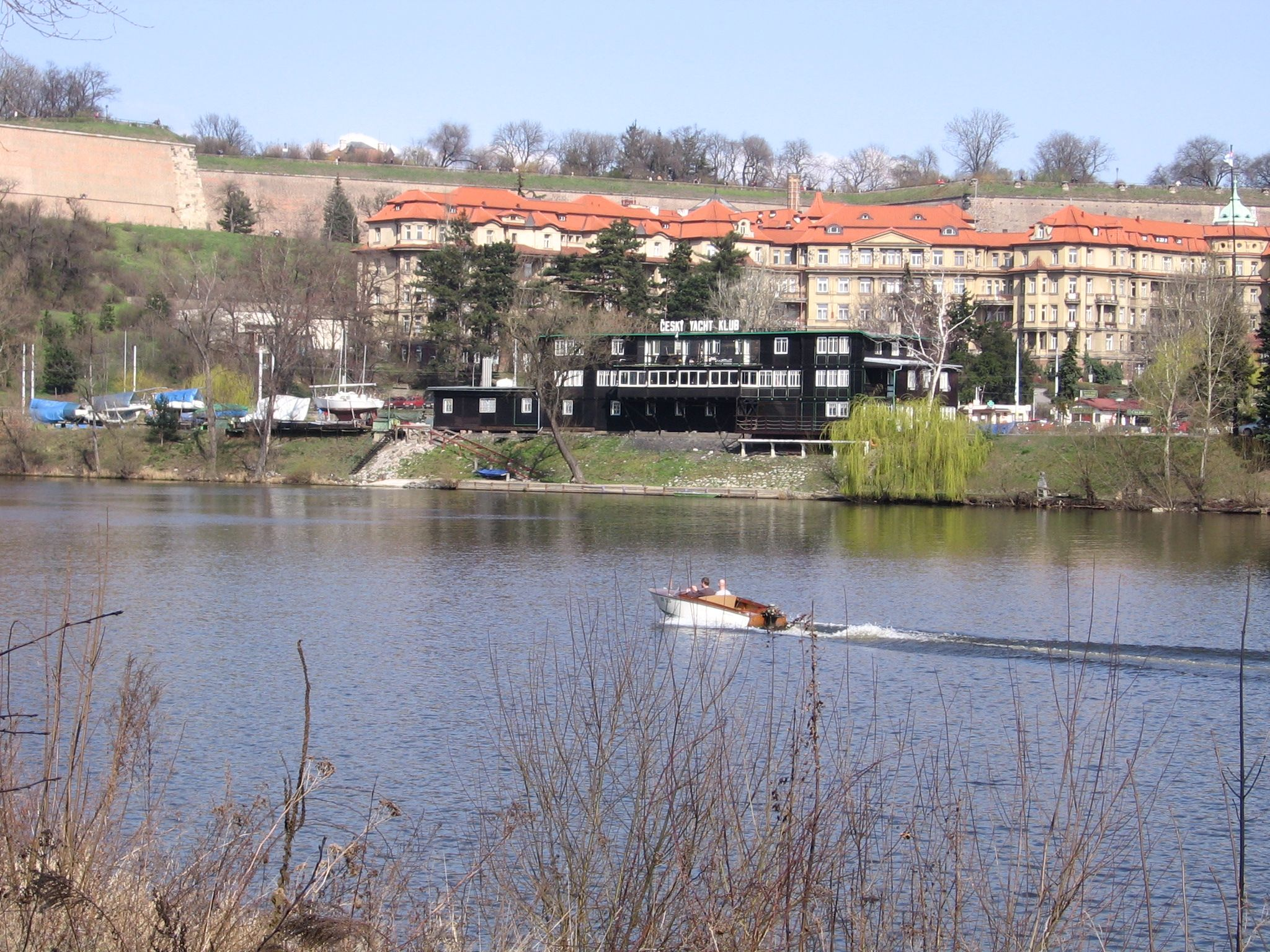
Někdejší Pražské sanatorium pod Vyšehradem

V roce 1908 cestoval Rudolf Jedlička do Spojených států a navštívil přitom Kliniku Mayo v Rochesteru ve státě Minnesota, kterou v roce 1889 založil William Worrall Mayo. Zaujalo ho, jak klinika udržuje krok s novými výzkumy, i to, jak je financována. Movití klienti si připláceli za nadstandard, což částečně zaplatilo běžnou péči o chudé. Na obdobném principu si přál vybudovat své sanatorium.
V létě 1909 koupil pozemek v Podolí, pod svahem Vyšehradu. V říjnu téhož roku byla založena společnost Pražské sanatorium. V pětičlenném představenstu zasedl spolu s Jedličkou mj. chirurg a básník Duchoslav Panýrek. Velkorysý projekt sanatoria vytvořil architekt Rudolf Kříženecký – jeho součástí byl mj. bazén s umělým vlnobitím, sauna nebo sluneční lázně. První pacienty začalo sanatorium přijímat od května 1914.

### První balkánská válka: lékařem v Srbsku
V říjnu 1912 začala první balkánská válka, ve které se Balkánský svaz postavil proti Osmanské říši. V Čechách se zvedla vlna sympatie k Srbům a jejich osvobozeneckému boji. Český pomocný lékařský komitét plánoval vyslání lékařů a zdravotnického materiálu, sokolové a další spolky organizovaly sbírky. Nejrychleji zareagoval Rudolf Jedlička, který vypravil vlastní expedici, a také na vlastní náklady. Již 24. října 1912 s ním do Bělehradu odcestovali např. pozdější první ředitel Baťovy nemocnice ve Zlíně Bohuslav Albert, pro kterého se Jedlička po této zkušenosti stal celoživotním vzorem, nebo budoucí primář chirurgie ve Slezské Ostravě Vladimír Haering. O dva dny později zde převzali vojenský lazaret s 800 lůžky a večer přijímali první raněné z bitvy u Kumanova, kde sice Srbové zvítězili, nicméně stovky jich padly a přes 3000 jich bylo zraněno. Velký problém zde představovala délka transportu raněných z bojišť, což ještě zhoršily listopadové povodně.
Prof. Jedlička operoval až 40 pacientů denně, organizoval i odbornou spolupráci zahraničních expedic. V Bělehradě jej navštívil budoucí prezident, tehdejší poslanec Říšské rady Tomáš Garrigue Masaryk. V lednu následujícího roku se expedice vrátila do Prahy, celkem provedlo 19 Čechů téměř 1800 operací. Srbské království mu udělilo Řád svatého Sávy a král Petr I. mu věnoval svou fotografii s podpisem.
Na Balkáně se také seznámil se zdravotní sestrou Alexandrou Marií Helfertovou (jejími bratry byli muzeolog Jaroslav a muzikolog Vladimír Helfertovi), která se pak stala jeho celoživotní družkou.
Po vypuknutí druhé balkánské války toužil Jedlička odjet do Srbska znovu, Rakousko-Uhersko však sympatizovalo s Bulharskem, a proto zakázalo vycestovat těm, kdo by chtěli pomáhat Srbům.

### První světová válka: lékařem u srbského nepřítele
Sotva Rudolf Jedlička zahájil provoz Pražského sanatoria, vypukla první světová válka. Místo aby se věnoval instituci, která nabízela lékařskou péči v mnoha oborech, disponovala 540 místnostmi a nabízela lůžka pro 120 pacientů, musel hledat náhrady za lékaře, kteří byli odvedeni na frontu. Bylo to stále obtížnější, některé služby musely být omezeny. Dne 23. srpna 1914 byl povolán k Páté armádě do bosenské Bijeljiny sám Jedlička. Paradoxem jeho nasazení byla skutečnost, že zatímco před dvěma lety pracoval jako lékař pomáhající Srbům, nyní se ocitl na straně Rakouska-Uherska, které po atentátu na Františka Ferdinanda d'Este Srbsku vyhlásilo válku.
Situace u polního lazaretu byla v mnoha ohledech zoufalá. Kromě mnoha raněných zde byli vojáci trpící úplavicí a průjmy, čemuž napomáhaly špatné hygienické podmínky. Objevoval se tyfus[nepřesný odkaz] i cholera. Jídla i pitné vody byl nedostatek. Jedličkovi přátelé v Čechách se proto ze všech sil snažili přesvědčit vojenské úřady, že je nutné, aby se profesor vrátil ke své práci v Praze. Mohl se vrátit po měsíci, 27. září 1914. Pokračoval nicméně ve vojenské službě – byl jmenován velitelem Třetí záložní vojenské nemocnice u sv. Bartoloměje na Vyšehradě, která měla dalších sedm poboček. Do podzimu 1916 navíc musel jednou týdně dojíždět do nemocnice Červeného kříže do Českých Budějovic, kde zastával funkci hlavního chirurga.
Po celou válku měl Jedlička na stole vystavenou fotografii srbského krále Petra I. Dne 23. října 1916 byl na základě anonymního udání nařčen z nošení srbské uniformy a kontaktů se zajatými srbskými důstojníky. Byl na něj již vydán zatykač s obviněním s velezrady. Ukázalo se však, že provinění se dopustil student shodného jména, se kterým neměl prof. Jedlička nic společného. Obvinění tak byl po čtyřech dnech zproštěn.

### Jedličkův ústav

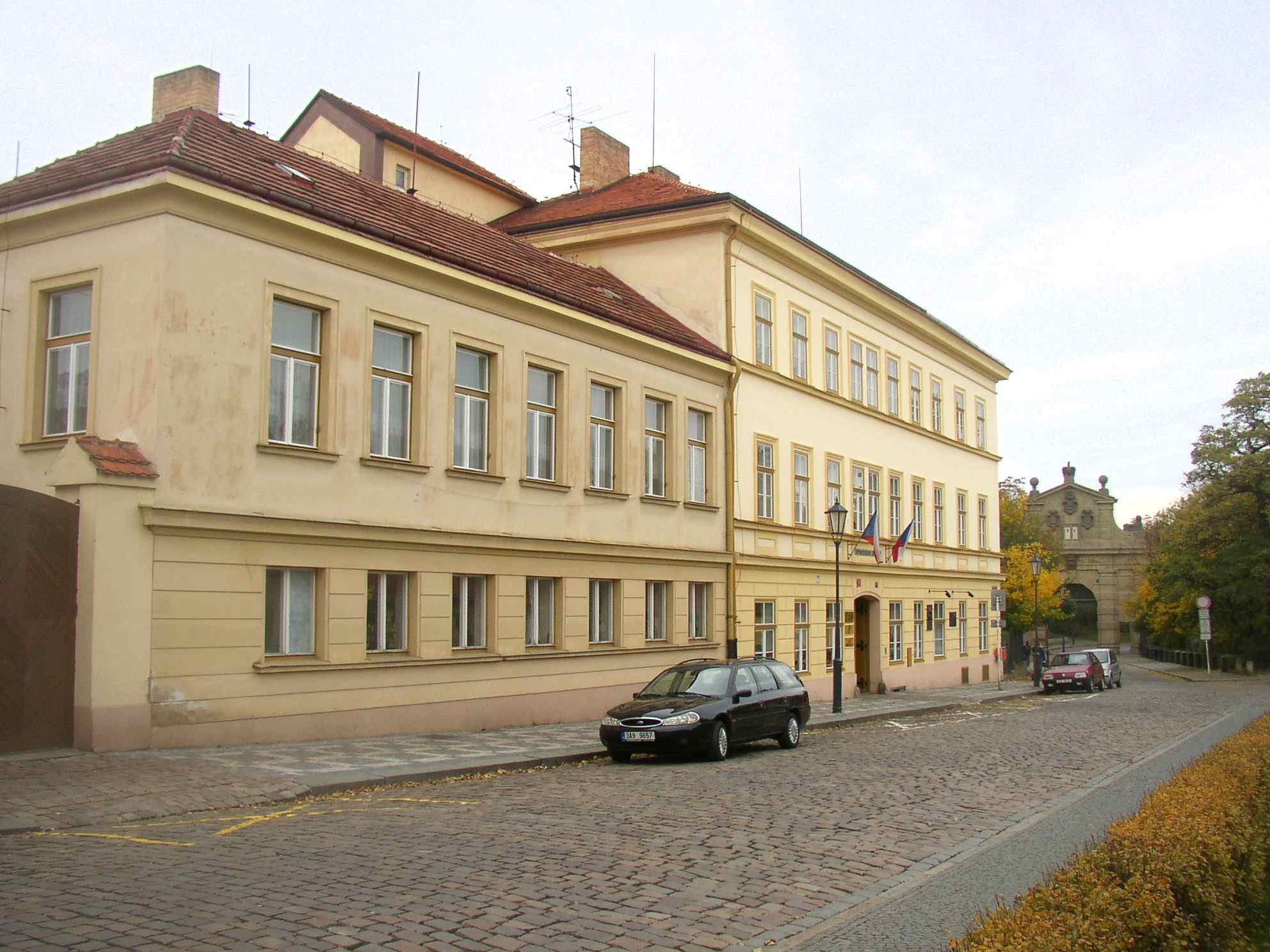
Jedličkův ústav na Vyšehradě

V roce 1911 se Jedlička stal na doporučení profesora Jana Deyla předsedou Spolku pro léčbu a výchovu rachitiků a mrzáků, jehož cílem bylo vybudovat ústav pro postižené děti. Spolek v té době existoval už tři roky pod vedením Otakara Kukuly, svému cíli se za tu dobu ale moc nepřiblížil. Jedlička v roce 1912 vyjednal půjčku na koupi domu na Vyšehradě a začal pro ústav získávat finance, přičemž největším dárcem byl zpočátku on sám. Počet členů spolku se za Jedličkova působení začal rozrůstat a brzy se počítal ve stovkách, a tím mu přibývaly i peníze. Do nového úkolu založit nový ústav se Jedlička naplno pustil poté, co se v lednu 1913 vrátil z balkánského bojiště.
O vedení ústavu požádal učitele Františka Bakuleho, náboženství učil Alois Tylínek. Ústav, který od listopadu téhož roku nesl Jedličkovo jméno, měl zpočátku kapacitu pouze 10 dětí. Přijímány byly děti postižené pouze tělesně, protože cílem ústavu bylo naučit je soběstačnosti, a dát jim tak možnost získat v budoucnu práci, aby nebyly doživotně závislé na druhých. Děti se v dospělosti nejčastěji uplatnily jako úředníci, ševci a vazači koberců.
Na podzim 1914 se spolek rozhodl část ústavu vyčlenit pro Školu pro vojíny-invalidy, která byla první svého druhu na území Rakouska-Uherska. Po válce se stal dalším ředitelem ústavu Augustin Bartoš. Na stavbu nové školy ústavu na Pankráci posléze přispěl 100 tisíci korunami prezident T. G. Masaryk.
Dne 19. října 1921 prezident Masaryk Rudolfa Jedličku jmenoval řádným profesorem chirurgie; o dva roky později byla profesura rozšířena na obory rentgenologie a radiologie. Byl také ustanoven prvním přednostou nové Druhé chirurgické kliniky Univerzity Karlovy a pověřen jejím vybudováním.

### Závěr života

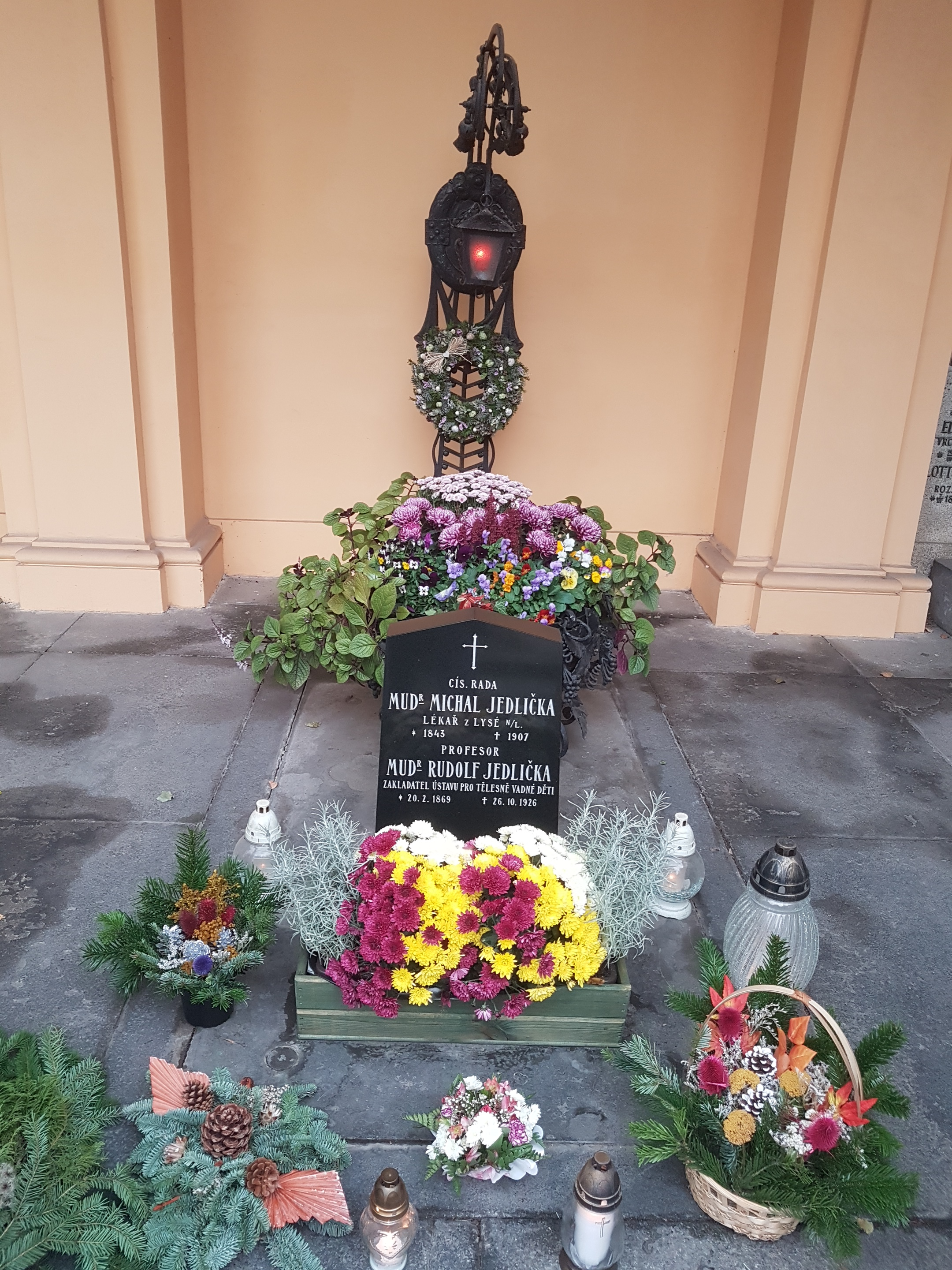
Rodinný hrob na Vyšehradě

V říjnu 1925 dostal Jedlička nabídku, po které toužil o dvacet let dříve – stát se přednostou První chirurgické kliniky. Měl však mnoho dalších závazků a kromě toho již cítil, že mu ubývá sil. „... Pociťuji bolest, snad největší v mém dosavadním životě, že mi střízlivá úvaha velí, abych nepřijímal tu velikou poctu Vaší laskavé nabídky z obavy, že bych buď zklamal Vaši důvěru, neb zradil jiné své povinnosti,“ napsal profesorskému sboru. Místo sebe doporučil Arnolda Jiráska, který místo skutečně získal, ač předtím nebyl považován za favorita.
Na jaře 1926 se začal Jedličkův zdravotní stav zhoršovat. Projevovaly se neblahé následky ionizujícího záření, angina pectoris, navíc byl Jedlička silný kuřák.
V noci ze 14. na 15. října 1926 dostal silný záchvat anginy pectoris, přesto ráno odešel do práce, přednášel o mozkových nádorech, nato operoval a ještě ordinoval. Večer odjel do Harrachova, kde měl v části Nový svět secesní vilu, kde v posledním roce více pobýval. Opět se mu ale přitížilo. V jednom z dní poté se oženil se svou dlouholetou družkou Alexandrou. Dne 24. října prodělal další záchvat anginy pectoris, ale s výjimkou morfia už odmítal léky. Sepsal poslední vůli, nechal si zahrát Humoresku od Antonína Dvořáka, naposled si připil s přáteli a zakouřil. Zemřel dva dny poté, bylo mu 57 let.
Pohřeb se konal v Pantheonu Národního muzea. Stejně jako jeho otec je pohřben na Vyšehradě.
| „                 | Není důležité člověku, aby žil dlouho, ale aby člověk byl uspokojen svým způsobem života a šťasten svým konáním. Je-li v tomto štěstí člověka obsažen i kousek štěstí jiných, pak je život krásný. | “ |
| — Rudolf Jedlička | |   |

## Příbuzenstvo
Jeho prasynovcem je lékař Jiří Jedlička, jeden z šesti zakladatelů České lékařské komory a také iniciátor udělování hodnosti Rytíř českého lékařského stavu.